# Schaatsen op de Olympische Winterspelen 2018
Schaatsen is een van de sporten die beoefend werden tijdens de Olympische Winterspelen 2018 in Pyeongchang, Zuid-Korea. Het schaatsevenement werd in de Gangneung Science Oval in Gangneung gehouden.
Nieuw op het programma was de massastart voor zowel de mannen als de vrouwen.
Nederland stond bij elk onderdeel op het podium, behalve bij de 500 meter bij zowel de vrouwen en mannen.

## Wedstrijdschema
| Datum       | Lokale tijd | MET   | Mannen                         | Vrouwen                        |
| ----------- | ----------- | ----- | ------------------------------ | ------------------------------ |
| 9 februari  | 20:00       | 12:00 | Openingsceremonie              | Openingsceremonie              |
| 10 februari | 20:00       | 12:00 |                                | 3000 m                         |
| 11 februari | 16:00       | 08:00 | 5000 m                         |                                |
| 12 februari | 21:30       | 13:30 |                                | 1500 m                         |
| 13 februari | 20:00       | 12:00 | 1500 m                         |                                |
| 14 februari | 19:00       | 11:00 |                                | 1000 m                         |
| 15 februari | 20:00       | 12:00 | 10.000 m                       |                                |
| 16 februari | 20:00       | 12:00 |                                | 5000 m                         |
| 18 februari | 20:00       | 12:00 | Ploegenachtervolging (Q)       | 500 m                          |
| 19 februari | 20:00       | 12:00 | 500 m                          | Ploegenachtervolging (Q)       |
| 21 februari | 20:00       | 12:00 | Ploegenachtervolging (Finales) | Ploegenachtervolging (Finales) |
| 23 februari | 19:00       | 11:00 | 1000 m                         |                                |
| 24 februari | 20:00       | 12:00 | Massastart                     | Massastart                     |
| 25 februari | 20:00       | 12:00 | Sluitingsceremonie             | Sluitingsceremonie             |

## Medailles

### Mannen
| Onderdeel            | Goud                                                                               | Goud        | Zilver                                               | Zilver   | Brons                                                            | Brons              |
| -------------------- | ---------------------------------------------------------------------------------- | ----------- | ---------------------------------------------------- | -------- | ---------------------------------------------------------------- | ------------------ |
| 500 m                | Håvard Holmefjord Lorentzen Noorwegen                                              | 34,41 OR    | Cha Min-kyu Zuid-Korea                               | 34,42    | Gao Tingyu China                                                 | 34,65              |
| 1000 m               | Kjeld Nuis Nederland                                                               | 1.07,95     | Håvard Holmefjord Lorentzen Noorwegen                | 1.07,99  | Kim Tae-yun Zuid-Korea                                           | 1.08,22            |
| 1500 m               | Kjeld Nuis Nederland                                                               | 1.44,01     | Patrick Roest Nederland                              | 1.44,86  | Kim Min-seok Zuid-Korea                                          | 1.44,93            |
| 5000 m               | Sven Kramer Nederland                                                              | 6.09,76 OR  | Ted-Jan Bloemen Canada                               | 6.11,616 | Sverre Lunde Pedersen Noorwegen                                  | 6.11,618           |
| 10.000 m             | Ted-Jan Bloemen Canada                                                             | 12.39,77 OR | Jorrit Bergsma Nederland                             | 12.41,98 | Nicola Tumolero Italië                                           | 12.54,32           |
| Massastart           | Lee Seung-hoon Zuid-Korea                                                          | 60          | Bart Swings België                                   | 40       | Koen Verweij Nederland                                           | 20                 |
| Ploegenachtervolging | Noorwegen Håvard Bøkko Sindre Henriksen Simen Spieler Nilsen Sverre Lunde Pedersen | 3.37,32     | Zuid-Korea Chung Jae-won Kim Min-seok Lee Seung-hoon | 3.38,52  | Nederland Jan Blokhuijsen Sven Kramer Patrick Roest Koen Verweij | 3.38,40 (B-finale) |

### Vrouwen
| Onderdeel            | Goud                                                   | Goud       | Zilver                                                                 | Zilver  | Brons                                                                           | Brons              |
| -------------------- | ------------------------------------------------------ | ---------- | ---------------------------------------------------------------------- | ------- | ------------------------------------------------------------------------------- | ------------------ |
| 500 m                | Nao Kodaira Japan                                      | 36,94 OR   | Lee Sang-hwa Zuid-Korea                                                | 37,33   | Karolína Erbanová Tsjechië                                                      | 37,34              |
| 1000 m               | Jorien ter Mors Nederland                              | 1.13,56 OR | Nao Kodaira Japan                                                      | 1.13,82 | Miho Takagi Japan                                                               | 1.13,98            |
| 1500 m               | Ireen Wüst Nederland                                   | 1.54,35    | Miho Takagi Japan                                                      | 1.54,55 | Marrit Leenstra Nederland                                                       | 1.55,26            |
| 3000 m               | Carlijn Achtereekte Nederland                          | 3.59,21    | Ireen Wüst Nederland                                                   | 3.59,29 | Antoinette de Jong Nederland                                                    | 4.00,02            |
| 5000 m               | Esmee Visser Nederland                                 | 6.50,23    | Martina Sáblíková Tsjechië                                             | 6.51,85 | Natalja Voronina Olympische atleten uit Rusland                                 | 6.53,98            |
| Massastart           | Nana Takagi Japan                                      | 60         | Kim Bo-reum Zuid-Korea                                                 | 40      | Irene Schouten Nederland                                                        | 20                 |
| Ploegenachtervolging | Japan Ayaka Kikuchi Ayano Sato Miho Takagi Nana Takagi | 2.53,89 OR | Nederland Lotte van Beek Antoinette de Jong Marrit Leenstra Ireen Wüst | 2.55,48 | Verenigde Staten Heather Bergsma Brittany Bowe Mia Manganello Carlijn Schoutens | 2.59,27 (B-finale) |

### Medaillespiegel
| Plaats | Land                           | NOC    | Goud | Zilver | Brons | Totaal |
| ------ | ------------------------------ | ------ | ---- | ------ | ----- | ------ |
| 1      | Nederland                      | NED    | 7    | 4      | 5     | 16     |
| 2      | Japan                          | JPN    | 3    | 2      | 1     | 6      |
| 3      | Noorwegen                      | NOR    | 2    | 1      | 1     | 4      |
| 4      | Zuid-Korea                     | KOR    | 1    | 4      | 2     | 7      |
| 5      | Canada                         | CAN    | 1    | 1      | 0     | 2      |
| 6      | Tsjechië                       | CZE    | 0    | 1      | 1     | 2      |
| 7      | België                         | BEL    | 0    | 1      | 0     | 1      |
| 8      | Italië                         | ITA    | 0    | 0      | 1     | 1      |
| 8      | Olympische atleten uit Rusland | OAR    | 0    | 0      | 1     | 1      |
| 8      | China                          | CHN    | 0    | 0      | 1     | 1      |
| 8      | Verenigde Staten               | USA    | 0    | 0      | 1     | 1      |
| Totaal | Totaal                         | Totaal | 14   | 14     | 14    | 42     |

## Kwalificatieproces
De kwalificatie voor het schaatsen op de Olympische Winterspelen 2018 vond plaats in de eerste serie van vier wedstrijden van de wereldbeker schaatsen 2017/2018. Een deel van de plaatsen werd vergeven op basis van het wereldbekerklassement en een deel op basis van de tijdens de wereldbeker gereden seizoenstijden.